# Catherine Simard
Pour les articles homonymes, voir Simard.
Catherine Simard est une actrice québécoise. 

## Biographie
Catherine Simard est diplômée du Conservatoire d'art dramatique de Québec en 2013. Depuis, on peut la voir dans plusieurs productions théâtrales sur scène.

## Théâtre
- 2016-2017 : À toi, pour toujours, ta Marie-Lou / mise en scène d'Alexandre Fecteau / Théâtre de La Bordée : Carmen[3],[4]
- 2015: Un coup de maître / Mise en scène de Marie-Hélène Gendreau / Nouveau théâtre de l'île d'Orléans : les 4 rôles féminins[5]
- 2015 : Crépuscule / Mise en scène d'Odré Simard / Théâtre Premier Acte : Sarah[6]
- 2014 : Songe d'une nuit d'été / mise en scène de Jacques Leblanc / Co-production de l'Orchestre symphonique de Québec et du Théâtre de La Bordée : Titania et Hippolyta[2]

## Télévision
- 2014 : Complexe G (série télévisée) / Quebecom
- 2013 : L'Auberge du chien noir (série télévisée)[7]

## Distinctions

### Récompenses
- 2015 : Lauréate du Prix Nicky-Roy pour son rôle de Catherine/Stacy dans Envies[8]